# Дъбник
Дъбник е село в Югоизточна България. То се намира в община Поморие, област Бургас.

## География
Селото се намира на 19 km от общинския център Поморие и на 27 km от областния център Бургас.
Климат – умереноконтинентален. Средногодишна температура: 12,7 С. Средна юлска температура: 24.1 С

## Население

### Етнически състав
Преброяване на населението през 2011 г.
Численост и дял на етническите групи според преброяването на населението през 2011 г.:
|                     | Численост |
| Общо                | 775       |
| Българи             | -         |
| Турци               | 626       |
| Цигани              | -         |
| Други               | -         |
| Не се самоопределят | 4         |
| Неотговорили        | 142       |

## Обществени институции
- Основно училище „Елин Пелин“. Разполага с компютърен кабинет, игрище, 8 класни стаи и директорски кабинет. Има около 65 ученици, 10 учители,от които 9 са жени и 1 мъж.
- Целодневна детска градина „Мир“. Разполага със занималня, спалня, директорски кабинет и кухненски корпус. Има 24 деца, директор с група, учител, помощник-възпитател, готвач и домакин.
- Читалище „Любен Каравелов“.
- Библиотека.
- Футболен отбор „Стрела“.
- Фитнес зала „Майк Тайсън“.

## Културни и природни забележителности
Джамия, построена преди 300 години. Носи се легенда, че е била построена за една нощ.